# Beauceron
Beauceron (z franc., vysl. boseron), též beaucký ovčák, francouzsky Berger de Beauce či Bas Rouge - červená punčoška) je staré ovčácké psí plemeno francouzských planin, připomínajícího hrubšího dobrmana. Je to velký, pevný a otužilý pes, povahou rozvážný a hrdý, schopný práce a při dobrém vedení vhodný ke všem druhům kynologických sportů.

## Historie
Toto plemeno vzniklo ve Francii, v oblasti Beauce, která leží jihozápadně od Paříže. Stalo se tak v 15. století, i když jméno "beauceron" bylo poprvé použito až v roce 1883, do té doby se plemenu říkalo různě. Píše se rok 1863 a je poprvé sepsán standard tohoto plemene, který se od toho dnešního moc nezměnil - beauceron je pouze francouzské plemeno, a nebylo kříženo s jinými, tak proto je pořád stejný, je to něco podobného, jako u thajských ridgebacků. V roce 1911 byl založen klub Les Amis Du Beauceron (Přátelé beaucerona). Původně bylo toto plemeno vyšlechtěno k pasteveckým účelům, dnes je to skvělý obranář a hlídač, ale i společník "s výhodami".

## Vzhled
Beauceron je lehce stavěný pes se středně těžkou kostrou a dlouhýma nohama, které uběhnou mnoho kilometrů. Srst je krátká, na dotek hebká, a většinou je čistě černá, nebo černá s hnědým pálením. Hlava je dlouhá a suchá. Vysoko nasazené uši nejsou úplně přilehlé k hlavě, ale tak "postávají". Stop je mírný. Krk je středně dlouhý, dobře osvalený. I hřbet je dobře osvalený, je ale i dlouhý a spíše "tenký" než široký. Ocas je střední délky, ten sahá až k hlezním kloubům. V klidu je ocas svěšený, v akci nemůže být zvednutý nad hřbet, jen v linií hřbetu. Plemeno beauceron je snadno rozpoznatelné také díky dvojitým paspárkům na zadních nohou.

## Péče o Beaucerona
Srst tohoto plemene nevyžaduje téměř žádnou péči - stačí důkladné vykartáčování v období línání. Drápy je nutné pravidelně stříhat. Výchova tohoto psa musí být důsledná, ale laskavá. Měl by mít dostatek pohybu, jinak se stává neurotickým až agresivním. Nestačí pouze zdravotní procházky, ale i běhání. Vhodné jsou téměř všechny druhy sportů - agility, canicross, běh vedle kola... Využíván může být i jako záchranářský pes. Držen může být celoročně venku.

## Povaha
Tito psi jsou velmi odvážní a inteligentní, Ochrana rodiny a majetku jsou u něj samozřejmostí. Svoji rodinu miluje a je jí věrný. S dětmi se snese, ale jen s dobrou výchovou, ostatní zvířata mu nevadí, ovšem, někteří jedinci se mohou chovat dominantně vůči jiným psům (samcům). Rád pracuje a je plný energie, proto jistě potěší sportovce nebo cyklisty, protože je to skvělý společník i venku. K cizím lidem se chová nedůvěřivě, ale neměl by být agresivní.